# José Pérez (ur. 1985)
José Eduardo Pérez Ferrada (ur. 28 lipca 1985 w Concepción) – chilijski piłkarz występujący najczęściej na pozycji defensywnego pomocnika, obecnie zawodnik meksykańskiego Querétaro.

## Kariera klubowa
Pérez pochodzi z miasta Concepción i jest wychowankiem tamtejszego zespołu Fernández Vial. Barwy drużyny seniorów, występującej wówczas w drugiej lidze chilijskiej – Primera B – reprezentował w latach 2004–2008. Podczas jesiennej fazy Apertura sezonu 2008/2009 był zawodnikiem meksykańskiego drugoligowca Potros Chetumal – zespołu filialnego ekipy Atlante FC.
Wiosną 2009 Pérez powrócił do ojczyzny, podpisując kontrakt z CD Huachipato. Podczas gry w tym zespole zadebiutował w chilijskiej Primera División – 26 lutego 2009 w przegranym 1:3 spotkaniu z La Serena. Premierowego gola w najwyższej klasie rozgrywkowej strzelił 14 marca tego samego roku w wygranej 3:0 konfrontacji z O’Higgins. Wiosenne rozgrywki Apertura sezonu 2011 spędził na wypożyczeniu w stołecznym Unión Española, z którym wziął udział w turnieju Copa Libertadores. Jego zespół odpadł jednak z rozgrywek po zajęciu ostatniego miejsca w fazie grupowej.
Wiosną 2012 Pérez ponownie wyjechał do Meksyku, tym razem zostając graczem pierwszoligowego Querétaro FC. W ekipie prowadzonej przez paragwajskiego szkoleniowca José Saturnino Cardozo pierwszy mecz rozegrał 14 stycznia 2012 w przegranym 0:1 spotkaniu z Tigres UANL.
| Sezon     | Klub                  | Kraj   | Rozgrywki        | Mecze | Bramki |
| --------- | --------------------- | ------ | ---------------- | ----- | ------ |
| 2004      | Arturo Fernández Vial | Chile  | Primera B        | ?     | ?      |
| 2005      | Arturo Fernández Vial | Chile  | Primera B        | ?     | ?      |
| 2006      | Arturo Fernández Vial | Chile  | Primera B        | ?     | ?      |
| 2007      | Arturo Fernández Vial | Chile  | Primera B        | ?     | ?      |
| 2008      | Arturo Fernández Vial | Chile  | Primera B        | ?     | ?      |
| 2008/2009 | Potros Chetumal       | Meksyk | Liga de Ascenso  | 13    | 0      |
| 2009      | CD Huachipato         | Chile  | Primera División | 17    | 2      |
| 2010      | CD Huachipato         | Chile  | Primera División | 32    | 6      |
| 2011      | Unión Española        | Chile  | Primera División | 13    | 0      |
| 2011      | CD Huachipato         | Chile  | Primera División | 8     | 0      |
| 2011/2012 | Querétaro FC          | Meksyk | Primera División |       |        |